# Unedogemmula
Unedogemmula é um gênero de gastrópodes pertencente a família Turridae.

## Espécies
- †Unedogemmula bemmeleni (Oostingh, 1941)
- Unedogemmula deshayesii (Doumet, 1840)[2]
- Unedogemmula indica (Röding, 1798)
- †Unedogemmula koolhoveni (Oostingh, 1938)
- †Unedogemmula nuttalli Harzhauser, Raven & Landau, 2018
- †Unedogemmula sondeiana (K. Martin, 1895)
- Unedogemmula unedo (Kiener, 1839)